# 热柘镇
热柘镇，是中华人民共和国广东省梅州市平远县下辖的一个乡镇级行政单位。

## 行政区划
热柘镇下辖以下地区：
热柘村、礤上村、热水村、韩坑村、升平村、小柘村、上山村和下黄地村。